# Wantarangou
Wantarangou est une commune située dans le département de Sebba, dans la province du Yagha, région du Sahel, au Burkina Faso.